# Джеймс Дайсон
Джеймс Дайсон (англ. James Dyson; 2 травня 1947, графство Норфолк, Велика Британія) — відомий англійський винахідник і індустріальний дизайнер, засновник і голова компанії Dyson, почесний доктор дванадцяти університетів світу.

## Біографія
Навчався в школі мистецтв Баямо Шоу при Коледжі Мистецтва та Дизайну Святого Мартіна (англ. Byam Shaw School of Art, Велика Британія) і закінчив Королівський коледж мистецтв (Велика Британія).

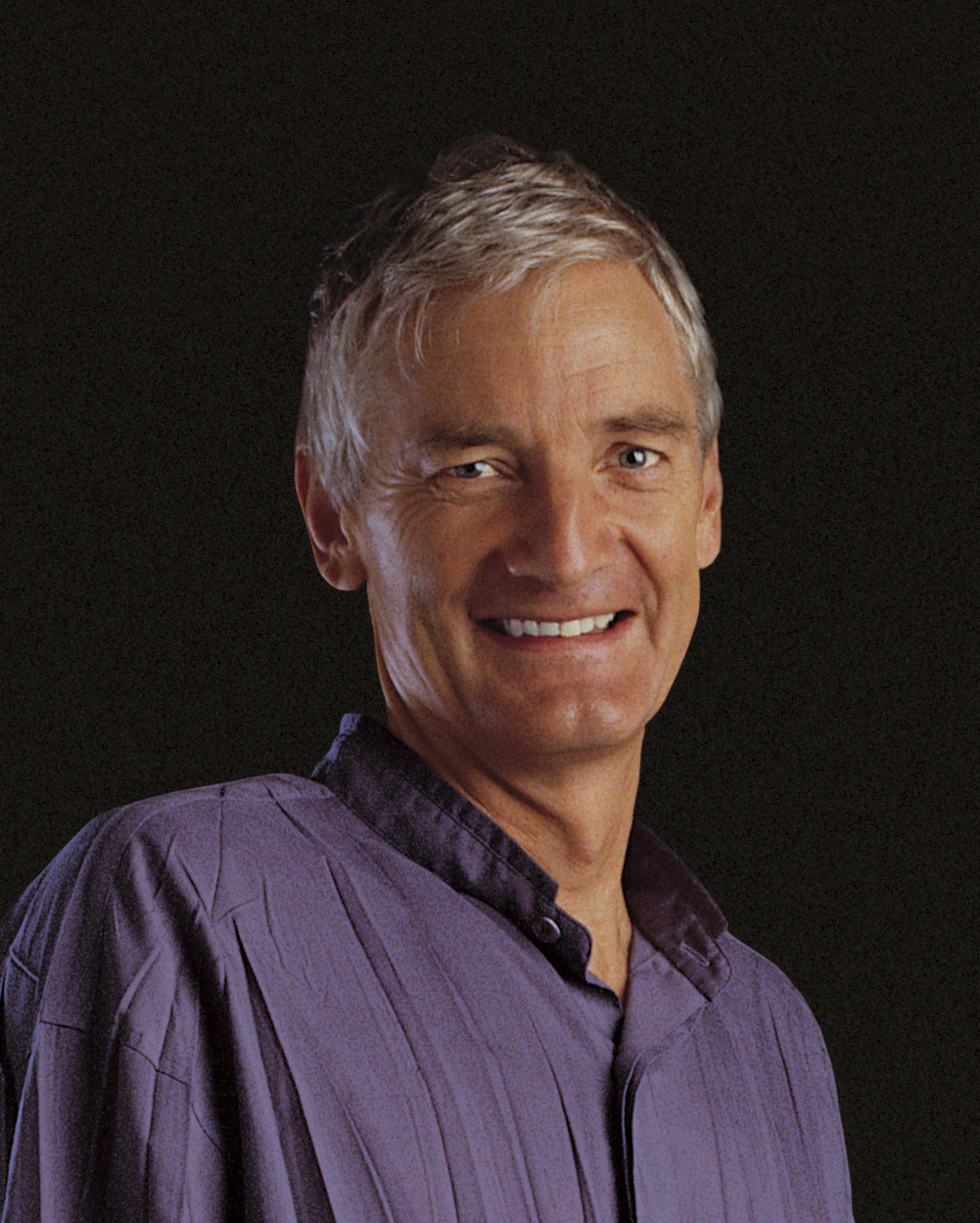

Займані посади: постійний учасник виставки «Дизайн і технологія», член ради Королівського коледжу мистецтв (Royal College of Art, Велика Британія), Голова Лондонського Музею дизайну (1999-2004)), Постійний член Національної Асоціації інспекторів і радників по дизайну і технологій.
У 2002 році Джеймс Дайсон заснував власний благодійний фонд, головним завданням якого є підтримка молодих дизайнерів, і їх дизайнерських розробок, а також сприяння науковим медичним дослідженням, розвиток інженерної та технічної освіти в Уілтширі та околицях.
У 2004 році була заснована Міжнародна премія James Dyson Award, покликана відзначити, підтримати й надихнути студентів, конструкторів та дизайнерів нового покоління.

## Діяльність

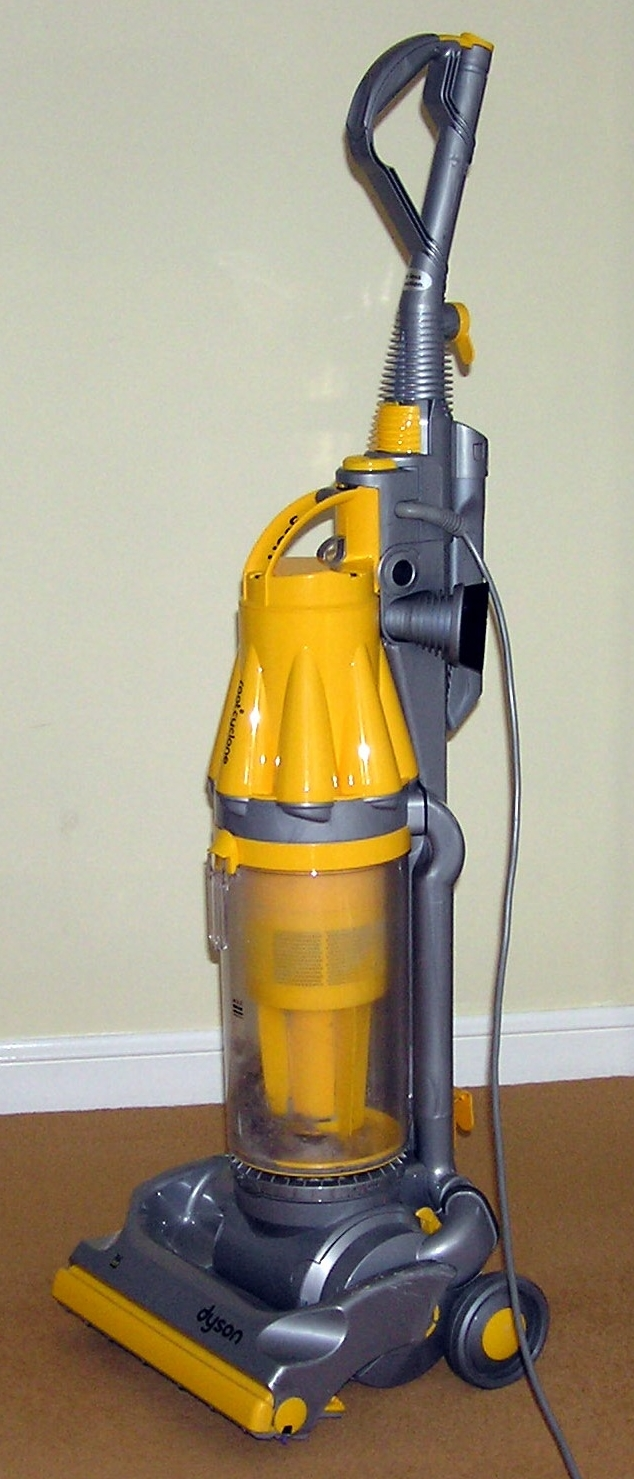
пилосмок Дайсона DC07

У 1970 році, будучи співробітником інженерної компанії «Роторк» (Rotork), він втілив у життя свій перший проект — морської вантажівки Sea Truck швидкохідного вантажного судна, здатного причалювати до необладнаного берега або причалу.
Наступним його винаходом стала нова версія звичайної тачки — «шаротачка» Ballbarrow з кулею замість колеса. Вона виявилась набагато зручнішою і легшою в експлуатації, ніж традиційна з колесом.
З 1978 року Джеймс починає працювати над пилосмоком нового типу. Через п'ять років, після більше п'яти тисяч прототипів, з'явився перший циклонічний пилосмок G-Force (від позначення сили гравітації «G»). Патент на цей винахід був проданий Японії. Американський патент Дайсон отримав в 1986 році, а в червні 1993 року відкрив свій дослідницький центр та завод у графстві Вілтшир (Англія). Це стало першим кроком на шляху до створення власної компанії Dyson, названої на ім'я її засновника і зайняла, згодом, лідируючі позиції на світових ринках.
На сьогодні в пилосмоках реалізована технологія циклічної фільтрації, завдяки якій потужність всмоктування залишається сталою і не залежить від обсягу увібраного пилу. У 2004 році, після 9 років розробок, на світ з'явився електродвигун з цифровим керуванням, в основі якого лежить принцип використання імпульсного магнітного поля.
У 2006 році була розроблена гігієнічна сушарка для рук, що дозволила скоротити процес сушки до 10 секунд. Не так давно список винаходів поповнив вентилятор, що не має лопатей. Сьогодні вартість створеної Джеймсом Дайсоном компанії оцінюється в $2,7 млрд, її продукція представлена у 52 країнах світу.

## Нагороди
Джеймс Дайсон отримав більше десятка престижних винагород, серед яких:
- Премія Японської асоціації промислових дизайнерів (Good Design Award[en], Японія)
- Продукт Тисячоліття (Design Council Велика Британія)
- Королівська премія за інновації в 2004 р. (Queens Award for Innovation Велика Британія)
- Міжнародний дизайнерський приз Баден в 1999 р. (International Design Prize Baden– Віттенберг

та інші.